# Pterygoneurum crossidioides
Pterygoneurum crossidioides là một loài rêu trong họ Pottiaceae. Loài này được W. Frey, Herrnst. & Kurschner mô tả khoa học đầu tiên năm 1990.